# Ç̀
Cette page contient des caractères spéciaux ou non latins. S’ils s’affichent mal (▯, ?, etc.), consultez la page d’aide Unicode.
Ç̀ (minuscule : ç̀), appelé C accent grave cédille, est une lettre additionnelle utilisée dans la romanisation du biéorusse arabe. Elle est formée d'un C diacrité par un accent grave et une cédille.

## Utilisation
A. K. Anonovitch utilise le c accent grave cédille ‹ ç̀ › pour transcrire la lettre arabe sāʾ trois point souscrit ‹ ڛ › dans un ouvrage sur la biélorusse écrit avec l’alphabet arabe publié en 1968. Celle-ci représente une consonne fricative alvéolaire sourde palatalisée [sʲ].

## Représentations informatiques
Le C accent grave cédille peut être représentée avec les caractères Unicode (normalisés) suivants (latin de base, diacritiques) :
| formes    | représentations | chaînes de caractères | points de code       | descriptions                                                           |
| --------- | --------------- | --------------------- | -------------------- | ---------------------------------------------------------------------- |
| capitale  | Ç̀               | C◌̧◌̀                   | U+0043 U+0327 U+0300 | lettre majuscule latine c diacritique cédille diacritique accent grave |
| minuscule | ç̀               | c◌̧◌̀                   | U+0063 U+0327 U+0300 | lettre minuscule latine c diacritique cédille diacritique accent grave |